# 21 Piscium
21 Piscium är en vit jätte i stjärnbilden  Fiskarna. Den misstänktes vara variabel. Noggranna mätningar har emellertid visat att den inte är det. 21 Psc har visuell magnitud +5,70 och är synlig för blotta ögat vid någorlunda god seeing.